# 아이팩

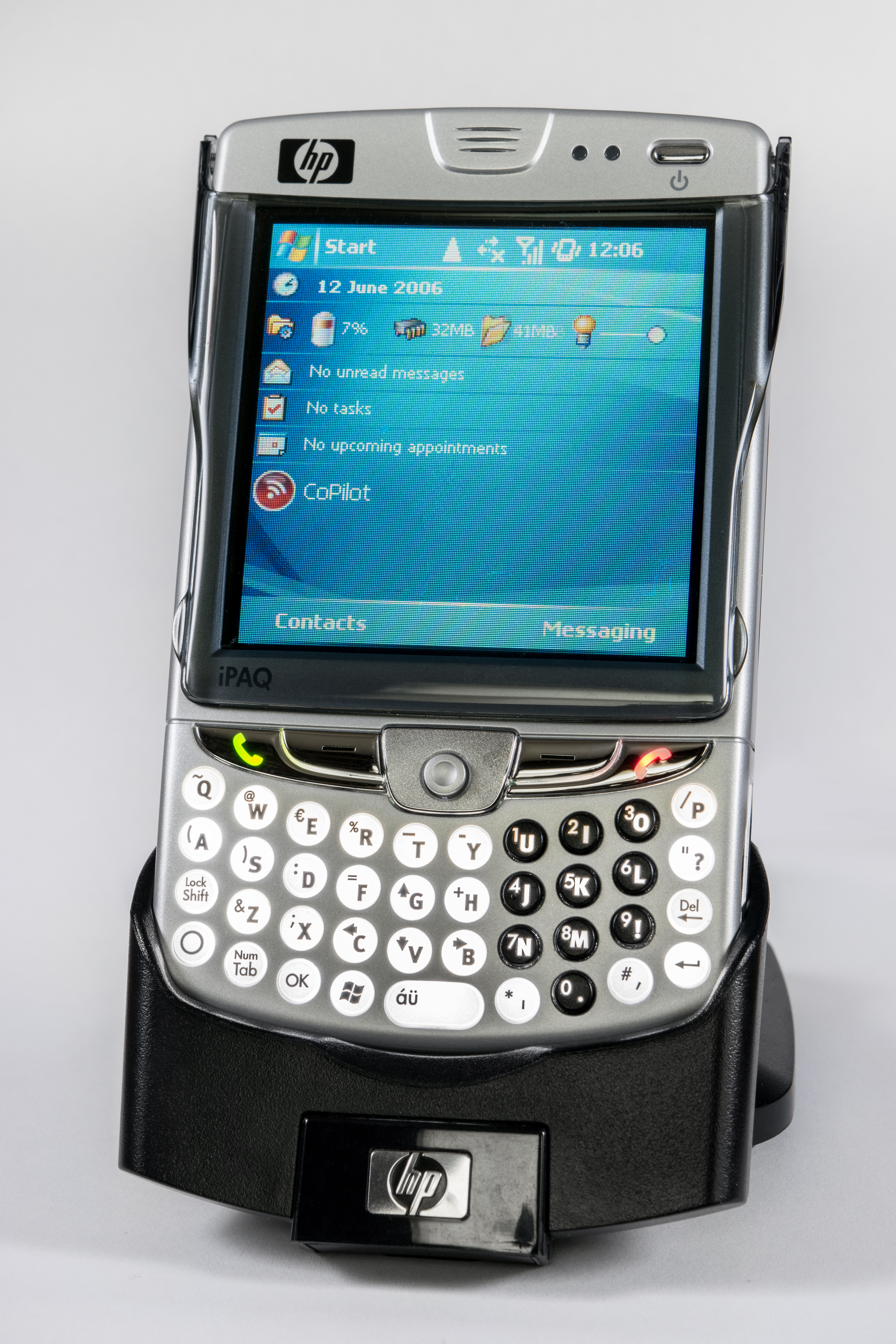
HP iPAQ HW910 PDA

아이팩(iPAQ)은 2000년 4월 컴팩이 처음 선보인 단종된 포켓 PC이자 개인 정보 단말기이다.
HP의 iPAQ 장치 라인업에는 PDA 장치, 스마트폰 및 GPS 내비게이터가 포함되었다. 상당수의 장치가 대만 HTC 회사에서 아웃소싱되었다.
이 이름은 컴팩의 초기 iPAQ 데스크탑 개인용 컴퓨터에서 따온 것이다. 휴렛 팩커드가 컴팩을 인수한 후 이 제품은 HP에서 판매되었다. 장치는 윈도우 모바일 인터페이스를 사용한다. 이 외에도 이러한 장치 중 일부에서 작동하는 여러 리눅스 배포판이 있다. 이전 장치는 모듈식이었다. 장치 주위로 미끄러지며 카드 판독기, 무선 네트워킹, GPS 및 추가 배터리와 같은 기능을 추가하는 "재킷"이라는 슬리브 액세서리가 출시되었다. 최신 버전의 iPAQ에는 이러한 기능 대부분이 기본 장치 자체에 통합되어 있으며 일부는 GPRS 모바일 전화 통신(SIM 카드 슬롯 및 라디오)을 포함한다.

## 같이 보기
- HP 터치패드
- 개인 정보 단말기
- 윈도우 모바일
- 휴렛 팩커드
- HTC HD2
- 포켓 PC